# Плосна
Плосна је насељено место у саставу града Бакра у Приморско-горанској жупанији, Република Хрватска.

## Историја
До територијалне реорганизације у Хрватској налазила се у саставу старе општине Ријека.

## Становништво
На попису становништва 2011. године, Плосна је имала 44 становника.